# Polo Agreste/Trairi
O Pólo Agreste/Trairi é o nome turístico dado a área turística no estado do Rio Grande do Norte, excelente para a prática do turismo de aventura pelas suas serras, rochas e lajedos. Com a construção do Alto de Santa Rita de Cássia poderá se tornar um famoso pólo de turismo religioso. Fazem parte do polo:
- Campo Redondo
- Coronel Ezequiel
- Jaçanã
- Japi
- Montanhas
- Monte das Gameleiras
- Nova Cruz
- Passa-e-Fica
- Santa Cruz
- São Bento do Trairi
- Serra Caiada
- Serra de São Bento
- Sítio Novo
- Tangará

## Atrativos

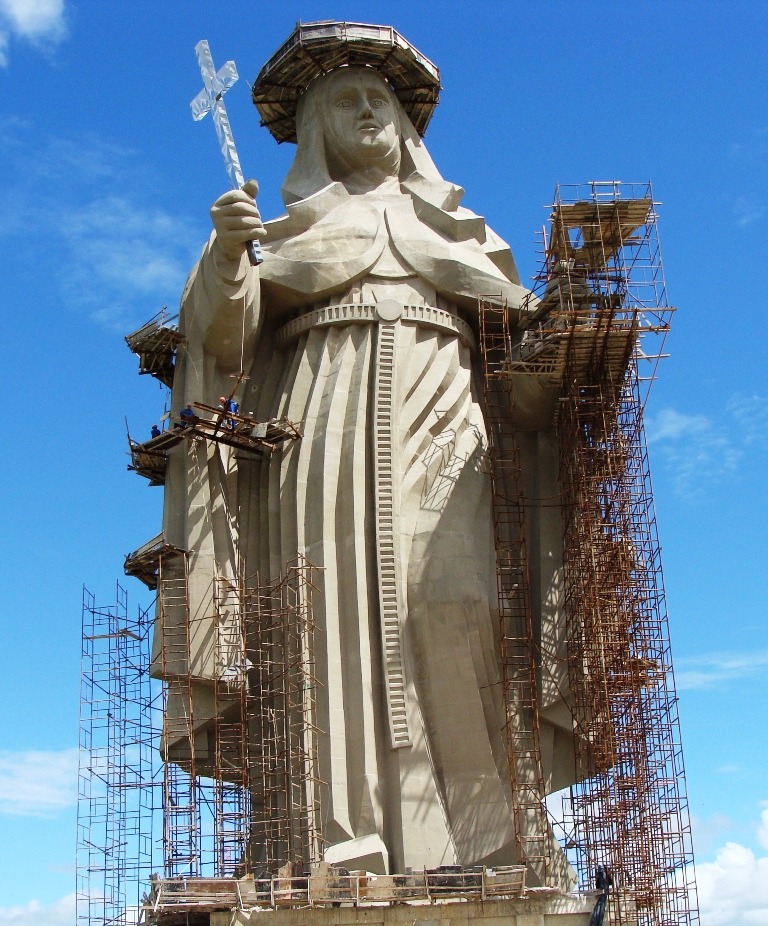
Alto de Santa Rita de Cássia (em construção)